# Cain and Abel
Cain and Abel (カインとアベル?, Kain to Aberu) è un dorama giapponese del 2016 con Ryōsuke Yamada, Kenta Kiritani, Kana Kurashina e Masanobu Takashima, e trasmesso su Fuji Television dal 17 ottobre al 19 dicembre 2016.

## Trama
Yu Takada è un dipendente della Takada Real Estate Co., una società di sviluppo immobiliare. Il padre Takayuki è il presidente e un perfezionista che ha sempre favorito gli obiettivi del figlio maggiore Ryuichi, mentre si è sempre dimostrato del tutto indifferente a ciò che Yu poteva raggiungere, disinteressandosi dei suoi scopi e dei suoi sogni. In questa maniera Yu ha bramato sin da bambino di ottenere una qualche dimostrazione d'amore da parte del padre e desidera sopra ogni altra cosa il suo riconoscimento.
Un giorno Yu incontra Azusa, una dipendente della Takada Real Estate Co., e, nonostante il loro primo incontro non sia dei migliori, a poco a poco inizia a provare dei sentimenti romantici per lei, scoprendo però che si tratta della fidanzata ufficiale del fratello.

## Episodi
Il primo episodio dura un quarto d'ora in più rispetto agli altri.
| Episodio | Titolo                                                                                                 | Data             | Ascolti |
| -------- | --- | ---------------- | ------- |
| 1        | Boku to aniki no futatsu no sankaku kankei (僕とアニキの2つの三角関係?)                                | 17 ottobre 2016  | 8.8%    |
| 2        | Haato wo tsukame!! Koi mo shigoto mo odoroki no daigyakuten (ハートを掴め！！恋も仕事も驚きの大逆転?)  | 24 ottobre 2016  | 8.6%    |
| 3        | Chou kinkyuu jitai! Saidai no pinchi wo norikoero (超緊急事態！最大のピンチを乗り越えろ?)              | 31 ottobre 2016  | 6.9%    |
| 4        | Kiseki no daigyakuten! Unmei wo kaeta hirameki (奇跡の大逆転！運命を変えたひらめき！?)                 | 7 novembre 2016  | 7.0%    |
| 5        | Uragiri? Sakuryaku? Ai? Hikisakareru futari!! (裏切り？策略？愛？引き裂かれる2人!!?)                   | 14 novembre 2016 | 7.6%    |
| 6        | Shitto? Yokubou? Tenraku? Udokidasu kindan no koi!! (嫉妬？欲望？転落？動き出す禁断の恋!!?)            | 21 novembre 2016 | 9.0%    |
| 7        | Himitsu!? Gekijou!? Sakuryaku!? Semarikuru hijouna unmei (秘密！？激情！？策略！？迫り来る非常な運命?) | 28 novembre 2016 | 8.8%    |
| 8        | Shinobiyoru akuma no sasoi Isshun de ubawareru shiawase (忍びよる悪魔の誘い 一瞬で奪われる幸せ?)       | 5 dicembre 2016  | 8.4%    |
| 9        | Shougeki!! Uragiri no shunkan Oitsumerareru kazoku (衝撃！！裏切りの瞬間 追い詰められる家族?)          | 12 dicembre 2016 | 7.9%    |
| 10       | Koi ni shigoto ni daiharan!! Saigo ni okoru kiseki!! (恋に仕事に大波乱！！ 最後に起こる奇跡！！?)      | 19 dicembre 2016 | 9.1%    |

## Colonna sonora
- Tema della serie: Give Me Love degli Hey! Say! JUMP.